# 寺坂公雄
寺坂 公雄（てらさか ただお、1933年9月6日 - ）は、日本の洋画家、日本藝術院会員。

## 略歴
広島県広島市出身。旧制松山中学、愛媛大学教育学部美術科を卒業。
戦後に母の郷里松山市に転居する。大学在学中に、愛媛県展の洋画部門・日本画部門で知事賞を受賞。
1954年、「画室の隅」が光風会展初入選。同年「室内」が日展初入選。
大学卒業後、上京し中学校美術教員として勤務しながら日展・光風会展を主たる舞台に活躍。
1975年より山梨県北杜市にアトリエを構えている。
1988年から1999年まで山梨大学教授。
2001年、「デルフォイへの道」で日展文部科学大臣賞。光風会常務理事。
2005年、「アクロポリスへの道」で日本芸術院賞。同年芸術院会員。
2009年、日展事務局長。2013年、日展理事長。
2020年、旭日中綬章受章。